# الماركسية البنيوية
الماركسية البنيوية هي منهج في الفلسفة الماركسية على أساس البنيوية، ارتبط في المقام الأول بمؤلفات الفيلسوف الفرنسي لوي ألتوسير وطلابه. كان المنهج مؤثرا في فرنسا خلال 1960 و 1970، وكان له تأثير أيضا على الفلاسفة، المنظرين السياسيين وعلماء الاجتماع خارج فرنسا خلال السبعينيات من القرن العشرين. من أنصار البنيوية الماركسية كان عالم الاجتماع نيكوس بولانتزاس وعالم الأنثروبولوجيا موريس جودولييه. العديد من طلاب ألتوسير قطعوا علاقتهم بالماركسية البنيوية في أواخر 1960 و 1970.

## نظرة عامة
نشأت الماركسية البنيوية من خلال معارضة الماركسية الإنسانية التي سادت العديد من الجامعات الغربية خلال 1970ات.[بحاجة لمصدر] وعلى النقيض من الماركسية الإنسانية، شدد ألتوسير على أن الماركسية كانت علما يدرس البنى الموضوعية،  وكان يعتقد أن الماركسية الإنسانية، التاريخانية والفينومينولوجية، التي تستند إلى مؤلفات ماركس المبكرة، تأثرت «بأيديولوجية إنسانية ما قبل علمية».
نحو منتصف 1970ات وخلال 1980ات، شرع المنظرون الماركسيون بتطوير مفاهيم ماركسية بنيوية للدولة، القانون والجريمة. تخالف الماركسية البنيوية وجهة النظر الذرائعية للدولة وتعتبر أنها في خدمة الطبقة الحاكمة أو الرأسمالية مباشرة. في حين أن الموقف الذرائعي يدعي أن مؤسسات الدولة تكون تحت السيطرة المباشرة لأعضاء الطبقة الرأسمالية في مناصب نافذة في الدولة، فمن منظور البنيوية فإن مؤسسات الدولة تؤدي وظائفها بشكل يضمن استمرار الرأسمالية عموما. وبصياغة أخرى فبحسب الماركسيين البنيويين فإن وظائف مؤسسات الدولة تكون لإعادة إنتاج المجتمع الرأسمالي ككل. إن جدال ميليباند-بولانتزاس بين الذرائعي رالف ميليباند والبنيوي نيكوس بولانتزاس  يلخص النقاش بين الماركسسين الينيويين والذرائعيين.
يرى البنيويون أن اتخاذ الدولة في نمط الإنتاج الرأسمالي شكلا رأسماليا محددا، لا يعود لوجود أفراد معينين في مناصب نافذة، بل لأن الدولة تعيد إنتاج منطق البنية الرأسمالية في مؤسساتها الاقتصادية، القانونية والسياسية. وبالتالي، من منظور البنيوية يمكن القول أن مؤسسات الدولة (بما في ذلك مؤسساتها القانونية) تؤدي وظيفة بتحقيق المصالح طويلة الأجل لرأس المال والرأسمالية، وليس المصالح قصيرة الأجل لأعضاء الطبقة الرأسمالية. يزعم البنيويون بالتالي أن للدولة ولمؤسساتها درجة معينة من الاستقلالية من نخب حاكمة محددة أو من الطبقة الرأسمالية.

## المصالح الطبقية طويلة الأجل مقابل قصيرة الأجل
البنيوية الماركسية تفترض أن وظيفة الدولة هي خدمة المصالح طويلة الأجل لطبقة الرأسمالية. بناء على مؤلفات انجلز ولينين، يطرج الماركسيون البنيويون فكرة أن الدولة هي آلية لتنظيم الصراع الطبقي، التوتر غير القابل للتوفيق بين البروليتاريا والبرجوازية. من خلال تنظيم هذه العداوات بدلا من القضاء عليها—الذي اعتبره لينين مستحيلا بدون ثورة عنيفة—تعمل الدولة على الحفاظ على استقرار النظام الرأسمالي ككل وصيانة على وجوده.
يفرق البنيويون بين مصالح الطبقة الرأسمالية طويلة وقصيرة الأجل من أجل وصف ضرورة وجود الدولة بالنسبة للنظام الرأسمالي. مصالح البرجوازية قصيرة الأجل تشمل السياسات التي تؤثر على تراكم رأس المال في المستقبل القريب مثل الإعفاءات الضريبية وتخفيض الحد الأدنى للأجور، الإعانات الحكومية، إلخ. يعتقد البنيويون أنه حين لا تخدم الدولة مصالح الطبقة البرجوازية على المدى القصير، فإنها تعمل بالنيابة عنها لخدمة مصالحها المستقبلية. لذلك عندما يبدو أن الدولة تتصرف لمصلحة البروليتاريا بدلا من البرجوازية (رفع الحد الأدنى للأجور وزيادة حقوق العمال في النقابات، إلخ.) فإنها تخدم المصالح الرأسمالية من خلال تلبية الحد الأدنى لمطالب العمال الكافي لمنع انتفاضة يمكن أن تهدد النظام ككل. لأن مصالح البروليتاريا والطبقات الرأسمالية متعارضة، الدولة ضرورية لتنظيم النظام الرأسمالي وضمان المحافظة عليها من خلال إجبار الرأسماليين على الموافقة على مطالب العمال التي لولا تحقيقها فلن يرضخوا.

## انتقادات
في بحث نشرته دورية سوشاليست رجيتسر عام 1971 قام الفيلسوف البولندي لشك كولاكفسكي  بنقد الماركسية البنيوية بالتفصيل، مدعيا أن هذا المفهوم فيه خلل على نحو خطير بسبب ثلاث نقاط رئيسية:
سوف أزعم أن نظرية ألتوسير ككل تتكون من العناصر التالية: 1. أمور فطرية مألوفة عبّر عنها بلغة مستخدثة معقدة بلا داع; 2. مفاهيم ماركسية تقليدية مبهمة وغامضة في كتابات ماركس نفسه (أو انجلز) وقد بقيت بعد تفسير ألتوسير، مبهمة وغامضة بالضبط كما كانت من قبل؛ 3.  شيء من انعدام الدقة التاريخية اللافت للنظر.
زعم كولاكفسكي أيضا أنه، على الرغم من ادعاء ألتوسير باتباعها دقة علمية صارمة، فإن الماركسية البنيوية كانت غير قابلة للدحض وبالتالي غير علمية، ويحسن فهمها على أنها أيديولوجية شبه دينية. عام 1980، وصف عالم الاجتماع أكسيل فان دن بيرغ نقد كولاكفسكي بأنه «مدمر»، وأنه يثبت أن «ألتوسير يحافظ على الخطاب الأرثوذكسي الراديكالي بكل بساطة عن طريق قطع أي صلة بالحقائق التي يمكن التحقق منها.»
طُرحت حجج مماثلة بشأن النظريات البنيوية حول طبيعة الدولة الرأسمالية. جزم كلاوس أوفي أن الطابع الطبقي للدولة لا يمكن ملاحظته إلا بمنظور لاحق. وبعبارة أخرى، فإن الطابع الطبقي للدولة لا يمكن تبيّنه إلا بعد مشاهدة حصيلة السياسات الموضوعة. ولعذا السبب هذا فإنه ينتقد النظريات البنيوية التي تحاول إثبات الطابع الرأسمالي للدولة، زاعما أنها تقوم بذلك دون أساس ثابت: كون حصيلة سياسات الدولة هي رأسمالية من الناحية التجريبية، لا تجعل الدولة مؤسسة رأسمالية في طبيعتها.:45–46